# 제임스 처치
제임스 처치(영어: James Church, 1947년~)는 미국의 소설가이다. 그의 작품 중 조선민주주의인민공화국 사회에 대해 다룬 《오경위》는 아시아 전문가들의 주목을 받는 등 호평을 받아왔다.

## 같이 보기
- 반디 (작가)